# Hibiscus campylosiphon
Hibiscus campylosiphon är en malvaväxtart som beskrevs av Porphir Kiril Nicolai Stepanowitsch Turczaninow. Hibiscus campylosiphon ingår i Hibiskussläktet som ingår i familjen malvaväxter. Utöver nominatformen finns också underarten H. c. glabrescens.

## Bildgalleri

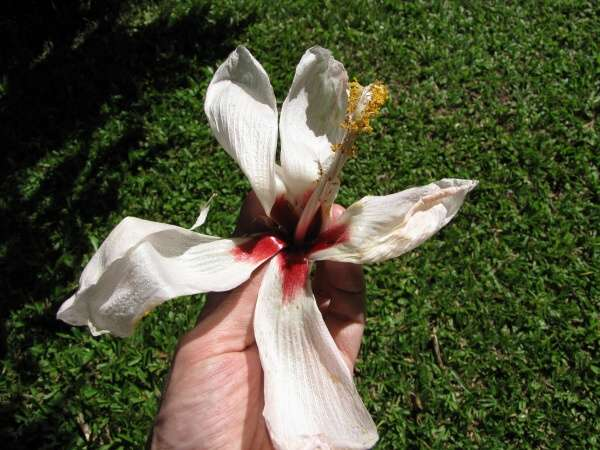